# Virgularia abies
Virgularia abies är en korallart som beskrevs av Rudolf Albert von Kölliker 1870. Virgularia abies ingår i släktet Virgularia och familjen Virgulariidae. Inga underarter finns listade i Catalogue of Life.